# Uroplectes pardii
Espèce
Uroplectes pardii est une espèce de scorpions de la famille des Buthidae.

## Distribution
Cette espèce est endémique de Somalie.

## Description
Le mâle holotype mesure 30,8 mm et la femelle paratype 38,1 mm.

## Étymologie
Cette espèce est nommée en l'honneur de Leo Pardi (1915–1990).

## Publication originale
- Kovařík, 2003 : « Scorpions of Djibouti, Eritrea, Ethiopia, and Somalia (Arachnida: Scorpiones), with a key and descriptions of three new species. » Acta Societas Zoologicae Bohemiae, vol. 67, p. 133–159 (texte intégral).